# باشگاه فوتبال الشعب حضرموت
باشگاه الشعب حضرموت یک باشگاه فوتبال حرفه‌ای یمنی است که در سطح ملی بازی می‌کند. این باشگاه در مکلا مستقر است. ورزشگاه خانگی آنها ورزشگاه برادم مکلا است. این باشگاه یکی از بهترین تیم‌های یمن است که دو جام ریاست جمهوری و یک سوپر جام یمن را کسب کرده است. در سال ۲۰۲۰، الشعب حضرموت برای اولین بار در تاریخ خود قهرمان فوتبال یمن شد.